# Jordan Lotomba
Jordan Lotomba (ur. 29 września 1998 w Yverdon-les-Bains) – szwajcarski piłkarz pochodzenia angolsko-kongijskiego, występujący na pozycji obrońcy w holenderskim klubie Feyenoord oraz w reprezentacji Szwajcarii.

## Kariera klubowa

### FC Lausanne-Sport
W 2013 dołączył do akademii FC Lausanne-Sport. Zadebiutował 30 maja 2015 w meczu Swiss Challenge League przeciwko FC Wil (4:0). 1 lipca 2015 został na stałe przesunięty do pierwszego zespołu. Pierwszą bramkę zdobył 17 kwietnia 2016 w meczu ligowym przeciwko FC Le Mont (0:2). W sezonie 2015/16 jego zespół zajął pierwsze miejsce w tabeli i zdobył mistrzostwo Swiss Challenge League.

### BSC Young Boys
1 lipca 2017 podpisał kontrakt z klubem BSC Young Boys. Zadebiutował 26 lipca 2017 w meczu kwalifikacji do Ligi Mistrzów przeciwko Dynamo Kijów (3:1). W Swiss Super League zadebiutował 29 lipca 2017 w meczu przeciwko Grasshopper Club Zürich (0:4). Pierwszą bramkę zdobył 2 sierpnia 2017 w meczu kwalifikacji do Ligi Mistrzów przeciwko Dynamo Kijów (2:0). W fazie grupowej Ligi Europy zadebiutował 14 września 2017 w meczu przeciwko FK Partizan (1:1). W sezonie 2017/18 jego zespół zajął pierwsze miejsce w tabeli zdobywając mistrzostwo Szwajcarii. W sezonie 2018/19 jego drużyna powtórzyła sukces i ponownie została mistrzem Szwajcarii. W sezonie 2019/20 jego klub zdobył dublet, zdobywając Puchar Szwajcarii i zostając mistrzem Szwajcarii trzeci raz z rzędu.

### OGC Nice
3 sierpnia 2020 przeszedł do francuskiej drużyny OGC Nice. Zadebiutował 23 sierpnia 2020 w meczu Ligue 1 przeciwko RC Lens (2:1). Pierwszą bramkę zdobył 23 grudnia 2020 w meczu ligowym przeciwko FC Lorient (2:2). Łącznie dla drużyny wystąpił w 143 spotkaniach, strzelając 3 bramki i zaliczając dwie asysty.

### Feyenoord
2 września 2024 roku dołączył do holenderskiego Feyenoordu za kwotę około 2,20 mln euro. W swoim debiucie w Eredivisie przeciwko FC Groningen, zaliczył asystę przy golu Igora Paixão. Spotkanie zakończyło się remisem 2:2. Pierwszego gola zdobył w zremisowanym 1:1 spotkaniu przeciwko NEC Nijmegen.

## Kariera reprezentacyjna

### Szwajcaria
W 2020 roku otrzymał powołanie do reprezentacji Szwajcarii. Zadebiutował 7 października 2020 w meczu towarzyskim przeciwko reprezentacji Chorwacji (1:2).

## Statystyki

### Klubowe
(aktualne na dzień 29 grudnia 2020)
| Klub               | Sezon              | Liga                   | Liga  | Liga   | Puchar kraju | Puchar kraju | Europa | Europa | Suma  | Suma   |
| Klub               | Sezon              | Liga                   | Mecze | Bramki | Mecze        | Bramki       | Mecze  | Bramki | Mecze | Bramki |
| ------------------ | ------------------ | ---------------------- | ----- | ------ | ------------ | ------------ | ------ | ------ | ----- | ------ |
| FC Lausanne-Sport  | 2014/15            | Swiss Challenge League | 1     | 0      | 0            | 0            | –      | –      | 1     | 0      |
| FC Lausanne-Sport  | 2015/16            | Swiss Challenge League | 15    | 1      | 0            | 0            | –      | –      | 15    | 1      |
| FC Lausanne-Sport  | 2016/17            | Swiss Super League     | 25    | 1      | 2            | 0            | –      | –      | 27    | 1      |
| FC Lausanne-Sport  | Ogólnie            | Ogólnie                | 41    | 2      | 2            | 0            | 0      | 0      | 43    | 2      |
| BSC Young Boys     | 2017/18            | Swiss Super League     | 22    | 0      | 5            | 0            | 6      | 1      | 33    | 1      |
| BSC Young Boys     | 2018/19            | Swiss Super League     | 5     | 0      | 0            | 0            | 0      | 0      | 5     | 0      |
| BSC Young Boys     | 2019/20            | Swiss Super League     | 27    | 0      | 2            | 0            | 6      | 0      | 35    | 0      |
| BSC Young Boys     | Ogólnie            | Ogólnie                | 54    | 0      | 7            | 0            | 12     | 1      | 73    | 1      |
| OGC Nice           | 2020/21            | Ligue 1                | 15    | 1      | 0            | 0            | 5      | 0      | 20    | 1      |
| OGC Nice           | Ogólnie            | Ogólnie                | 15    | 1      | 0            | 0            | 5      | 0      | 20    | 1      |
| Ogólnie w karierze | Ogólnie w karierze | Ogólnie w karierze     | 110   | 3      | 9            | 0            | 17     | 1      | 136   | 4      |

### Reprezentacyjne
(aktualne na dzień 29 grudnia 2020)
| Reprezentacja | Rok     | Mecze | Bramki |
| ------------- | ------- | ----- | ------ |
| Szwajcaria    |         |       |        |
| 2020          | 1       | 0     |        |
| Ogólnie       | Ogólnie | 1     | 0      |

| Mecze i gole w reprezentacji | Mecze i gole w reprezentacji | Mecze i gole w reprezentacji | Mecze i gole w reprezentacji | Mecze i gole w reprezentacji | Mecze i gole w reprezentacji | Mecze i gole w reprezentacji | Mecze i gole w reprezentacji |
| Lp.                          | Data                         | Miejsce                      | Gospodarz                    | Gość                         | Wynik                        | Gol                          | Rozgrywki                    |
| ---------------------------- | ---------------------------- | ---------------------------- | ---------------------------- | ---------------------------- | ---------------------------- | ---------------------------- | ---------------------------- |
| 1.                           | 07.10.2020                   | St. Gallen                   | Szwajcaria                   | Chorwacja                    | 1:2                          |                              | Mecz towarzyski              |

## Sukcesy

### FC Lausanne-Sport
- Mistrzostwo Swiss Challenge League (1×): 2015/2016

### BSC Young Boys
- Mistrzostwo Szwajcarii (3×): 2017/2018, 2018/2019, 2019/2020
- Puchar Szwajcarii (1×): 2019/2020

## Życie prywatne
Lotomba urodził się w Szwajcarii. Jego ojciec jest Angolczykiem, a matka Kongijką.